# Одержимость (фильм, 2014)
«Одержимость» (англ. Whiplash — букв. кнут, хлыст; работа из-под палки) — музыкальная психологическая драма американского режиссёра Дэмьена Шазелла. Название дано в честь инструментальной пьесы Хэнка Леви. Картина стала профессиональным полнометражным дебютом Шазелла. Премьерой фильма открылась конкурсная программа кинофестиваля «Сандэнс» 16 января 2014 года, на котором картина была удостоена Гран-при жюри. Вскоре после премьеры Sony Pictures приобрела права на международный прокат ленты.
В центре сюжета картины конфликт между исполнителем на ударных инструментах Эндрю Найманом и руководителем джазового коллектива Терренсом Флетчером, известным своим безжалостным нравом. Главные роли исполнили Майлз Теллер и Дж. К. Симмонс. Подавляющим большинством представителей кинопрессы «Одержимость» признана одним из 10 лучших фильмов года. Фильм получил три премии «Оскар», три премии BAFTA, премию Гильдии киноактёров США и «Золотой глобус».
Картина получила преимущественно положительные отзывы от кинокритиков, однако заслужила отдельные замечания в связи со спорной трактовкой образа тирана — руководителя оркестра, воплощённого Симмонсом.

## Сюжет
Эндрю Ниман — 19-летний первокурсник нью-йоркской консерватории Shaffer, барабанщик. Он упорно репетирует в стремлении достичь профессиональных высот, как его кумир Бадди Рич. Отец скептически относится к увлечению сына, ставя ему в пример достижения двоюродного брата Трэвиса, который успешно играет в американский футбол за команду своего колледжа.
Эндрю мечтает играть в оркестре Теренса Флетчера (Дж. К. Симмонс), который прослыл талантливым, но безжалостным и жестоким маэстро, готовым на всё ради результата. Он может осыпать музыканта отборной бранью, унизить или избить при всех. Для Теренса Флетчера самое страшное — похвала «хорошо, молодец»; по его мнению, она вынуждает человека остановиться и не реализовывать свой потенциал до конца. Флетчер берёт новичка в коллектив и даёт ему шанс показать себя. Репетиции начинаются с композиции Whiplash, которую написал саксофонист Хэнк Леви. Сначала Эндрю переворачивает ноты основному барабанщику Карлу Тэннеру, а затем Флетчер даёт ему возможность самому играть эту композицию. Поначалу всё идёт нормально, но после Ниман начинает играть не в метре, в результате дирижёр, осыпав Нимана оскорблениями и бросив в него стул, возвращает на место основного барабанщика Тэннера.
На одном из конкурсов во время антракта Тэннер отдаёт свою нотную партитуру Ниману, но тот её теряет. Тэннер не может сыграть партию ударных без нот, и тогда Ниман убеждает Флетчера, что знает партию ударных Whiplash наизусть «до такта». В результате он занимает место в основном составе, добиваясь признания, а оркестр Флетчера получает гран-при конкурса. Тем не менее, Флетчер не вполне доволен игрой Эндрю, считая, что тот не совсем попадает в его темп. Перед ответственным выступлением Теренс привлекает третьего барабанщика (Коннолли), знакомого Эндрю с консерватории Shaffer, и устраивает между ними соревнование: сможет ли хоть кто-то из троих поддержать темп double-time swing в необходимой манере. В качестве композиции был выбран Caravan Дюка Эллингтона. Флетчер мучает троих барабанщиков до глубокой ночи, сопровождая репетицию руганью и унижениями студентов. Ценой неимоверных усилий Эндрю выигрывает это соревнование, после чего дирижёр объявляет о том, что оркестр отправляется на очередной конкурс.
Тем временем Эндрю знакомится с продавщицей в кинотеатре по имени Николь и начинает встречаться с ней. Через некоторое время он решает порвать отношения с Николь, оправдываясь тем, что он собирается посвятить всего себя карьере музыканта и отношения с девушкой будут ему только мешать.
По пути к месту выступления автобус, в котором едет юноша, ломается, и в итоге Эндрю опаздывает. Флетчер собирается сажать нового барабанщика, так как Эндрю опоздал и забыл палочки. Ниман быстро мчится на машине, забирает палочки, но попадает в дорожное происшествие. Выбравшись из машины, он бежит на выступление. Ниман садится за ударную установку, но окровавленные руки его не слушаются, он всё портит, и Флетчер выгоняет его из оркестра. Эндрю не выдерживает и нападает на Флетчера прямо на сцене, после чего Нимана отчисляют из консерватории. Юноша бросает игру и работает в забегаловке. Некоторое время спустя он узнаёт, что один из студентов Флетчера покончил жизнь самоубийством, к которому, вероятно, привела манера общения Флетчера. Отец убеждает Эндрю дать показания против Флетчера на условиях анонимности. Флетчер вынужден выйти в отставку.
Однажды, вновь встретив Флетчера в одном из джазовых клубов, Ниман узнаёт, что тот больше не преподаёт в консерватории после инцидента с самоубийством студента. Флетчер объясняет Эндрю, что его стиль общения с музыкантами преследует главную цель — через психологические стрессы раскрыть их талант и помочь преодолеть пределы ожидаемого, дать им шанс достичь настоящего величия. Маэстро полагал одной из причин современного упадка джаза отсутствие великих исполнителей уровня Чарли Паркера или Луи Армстронга и хотел «создать» новых великих джазовых музыкантов. Он просит забыть старое и приглашает Эндрю без репетиций сыграть в его новом оркестре на выступлении в Карнеги-холле на JVC Jazz Festival. Флетчер говорит, что оркестр будет играть композиции, знакомые Ниману по консерватории. После разговора с Флетчером Эндрю вспоминает про Николь и приглашает её на свой концерт, надеясь возобновить отношения, но разочаровывается, узнав о том, что у неё уже есть парень.
Флетчер знает, что Ниман «сдал» его, и сообщает об этом Эндрю перед началом концерта. В отместку он «подставляет» музыканта на выступлении, объявляя произведение, нот которого нет у барабанщика. Ниман импровизирует во время незнакомой композиции, но потом, поняв, что это его единственный шанс что-то доказать Флетчеру, себе и окружающим, берёт инициативу, репертуар и управление оркестром в свои руки, по-прежнему импровизируя, но уже по произведениям ему знакомым. Сначала Флетчер пытается выбить Нимана из колеи угрозами последующей расправы, но безуспешно — Парень ловит кураж и солирует в знаменитой композиции Дюка Эллингтона Caravan. Наблюдая за этим, Флетчер сперва перестаёт мешать, а потом помогает барабанщику, дирижируя и поправляя одну из тарелок. В финальных кадрах фильма Ниман выдаёт великолепное соло на барабанах, после чего Флетчер подключает весь остальной оркестр для заключительного аккорда.

## В ролях
| Актёр           | Роль                                      |
| --------------- | ----------------------------------------- |
| Майлз Теллер    | Эндрю Найман                              |
| Дж. К. Симмонс  | Теренс Флетчер                            |
| Пол Райзер      | Джим, отец Эндрю                          |
| Мелисса Бенойст | Николь                                    |
| Остин Стоуэлл   | Райан Коннолли                            |
| Джейсон Блэр    | Трэвис                                    |
| Кавита Патил    | Софи                                      |
| Майкл Коэн      | рабочий сцены                             |
| Кофи Сирибу     | Грег                                      |
| Сьюанн Споук    | тётя Эмма                                 |
| Деймон Гуптон   | мистер Крамер                             |
| Эйприл Грейс    | Рэйчел Борнхолдт                          |
| Нейт Лэнг       | Карл Тэннер, барабанщик оркестра Флетчера |

## Предыстория
Сюжет картины в значительной мере имеет автобиографические корни. Студентом-подростком Дэмьен Шазелл подавал надежды как музыкант: он играл на барабанах в джазовом коллективе Высшей школы Принстон (Нью-Джерси). Будущий режиссёр вспоминал, что из-за жестокого руководителя коллектива он «света белого не видел» и мучился кошмарами о потере темпа и тем, что подведёт своих коллег. Потерял аппетит и страдал от расстройства сна. «Ты тормозишь или торопишься?», «Ты играешь не в моём темпе» — буквально слова его преподавателя, перекочевавшие в сценарий. Ключевые произведения в сюжете будущей картины: Whiplash и Caravan были в репертуаре Шазелла. Музыкальная карьера будущего режиссёра не сложилась, но прошлый опыт оказал влияние на его последующее творчество. История повлияла и на первый полнометражный фильм Шазелла Гай и Мэдлин на скамейке в парке. Любительский чёрно-белый фильм о джазовых музыкантах был снят на 16-мм плёнку с непрофессиональными актёрами: друзьями и знакомыми. Шазелл был в нём режиссёром, сценаристом, оператором и монтажёром.
В 2009 году недавний студент Гарварда перебрался в Лос-Анджелес. Шазелл написал сценарий «Одержимости» в 2011 году, по собственным словам, от отчаяния и безысходности. Дэмьен тогда работал над основным проектом: будущей картиной «Ла-Ла Ленд», который вырисовывался как высокобюджетный фильм-мюзикл. Однако режиссёру и сценаристу без имени никто не хотел давать денег. «Одержимость» была задумана как камерный фильм, который можно было снять на ограниченных ресурсах. «Мне хотелось создать картину об оборотной стороне музыки. Какой пугающей и мучительной она может быть», — вспоминал Шазелл. Сценарий около года пролежал в столе, автор считал его не слишком перспективным. Наконец Шазелл решился показать его своему агенту в компании Gersh. Работа, к удивлению автора, понравилась, и агент разослал 86-страничный текст в несколько продюсерских компаний.

## Короткометражная версия
Несколько раз Шазелл получал телефонные звонки, и его просили коротко описать суть картины. «Это фильм о джазовом барабанщике…», — начинал сценарист, и на этом разговор заканчивался. Шазелл уже потерял веру в проект, ему нужно было платить по счетам. Прошло около полугода, когда, наконец, Шазелл получил звонок, и очередной разговор продолжился дольше обычного. Его попросили описать сюжет. «Этот фильм на самом деле триллер…», — ответил Шазелл и объяснил концепцию подробнее. Его собеседником оказался продюсер Купер Сэмюэлсон, передавший затем сценарий своей знакомой Хелен Эстабрук. Они и составили команду продюсеров будущей картины в компании Blumhouse Productions. Как впоследствии выяснилось, первым обратил внимание на сценарий режиссёр Джейсон Райтман, ставший своего рода «ангелом-хранителем» проекта. Он и связался с Сэмюэлсоном. Именно Райтман порекомендовал Шазеллу готовить картины для премьерного показа на «Сандэнсе» и помогал с подбором актёров и персонала.
Идея понравилась, и продюсерская команда снова связалась с автором. Средства на полнометражный фильм ему дать отказались, но предложили снять короткометражный, рискнув вложить деньги самой продюсерской компании. Пришлось пойти на компромисс. Шазеллу нужно было выбрать одну сцену из сценария. Такой вариант его совершенно не устраивал, но здесь вмешался Райтман и уговорил начать работу над короткометражной версией. Дэмьен взял сцену первой большой репетиции Эндрю, в которой Теренс поначалу предлагает сыграть «как сумеешь», но затем спрашивает с него как с исполнителя основного состава и даёт пощёчину, когда тот не справляется со сложным темпом произведения.
Вся 18-минутная короткометражная картина была снята за три дня в июле 2012 года. Впервые в практике Шазеллу пришлось иметь дело с профессиональными актёрами и съёмочной группой, работой по строгому графику. Молодой режиссёр признавался, что боялся первого съёмочного дня больше, чем его подчинённые. Главные роли в короткометражном варианте сыграли Джонни Симмонс и Джонатан Симмонс. Картина была смонтирована и сведена к фестивалю «Сандэнс» 2013 года. Она получила специальный приз жюри, заслужив положительные отзывы критики. Успех картины привлёк внимание производственной компании Bold films, и Шазелл получил одобрение на съёмки полнометражного фильма длительностью 100 минут с бюджетом около $3 млн.

## Подбор актёров
Кандидатуру Джонатана Симмонса на роль деспотичного руководителя оркестра ещё на этапе короткометражного фильма предложил Джейсон Райтман. Они хорошо знали друг друга: Симмонс снялся в шести картинах Райтмана. Актёр вспоминал, что «влюбился в сценарий с одного взгляда», едва получив его по почте и прочитав. Майлза Теллера выбрал сам Шазелл — актёр очень впечатлил его в картине «Кроличья нора». Режиссёр обратил внимание на необычное лицо актёра, и то, что из него, при правильной постановке и освещении, можно «вылепить» что угодно: от забитого обывателя до романтического героя. Удачей для картины стало то, что Теллер оказался свободен в сентябре 2013 года. Майлза заполучить было не так просто — его график был полностью распланирован для съёмок серии фильмов «Дивергент» и поэтому он пропустил короткометражную версию картины.
Проблема была в достоверности музыкальных номеров. Как оказалось, Майлз Теллер имел неплохую школу. В детстве он на любительском уровне играл на фортепиано, саксофоне и ударной установке. Тем не менее подобной подготовки было недостаточно. Шазеллу пришлось договориться с Теллером о возможности практиковаться на ударной установке Yamaha, установленной в подвале его дома в Лос-Анджелесе. Он дал ему несколько уроков и порой наставлял довольно жестоко. В актёрском составе были задействованы профессиональные музыканты. Так, первого ударника в оркестре Флетчера играет музыкант Нат Лэнг, который тоже дал небольшой мастер-класс Теллеру. Несколько уроков игры на фортепиано взял и Симмонс, так как в одной из сцен он играет на инструменте. Финальные титры так и не раскрывают, кто же оказался исполнителем, игравшим за кадром в картине.

## Производство
Подготовка к полнометражной версии картины потребовала полного пересмотра визуальной концепции. Главной трудностью при реализации продюсер Купер Сэмюэлсон полагал сложность сохранить в музыкальном по жанру фильме атмосферу триллера. Режиссёр оценил, насколько мудрым оказалось решение продюсеров снять сначала короткий метр. В первом варианте репетиция оркестра проходила в просторном помещении, ярко освещённом, с огромными окнами. В таком помещении проходили репетиции Шазелла в бытность студентом. Однако для концепции триллера подобное решение оказалось ошибочным, и режиссёр понял это, только сняв первый вариант и осмыслив его. Вдохновляясь картинами Караваджо и Гойи, фильмами «Крёстный отец», «Ярды», «Социальная сеть», Шазелл пришёл к решению с тёмным помещением без окон и низким потолком, со стенами красновато-коричневого оттенка. Его депрессивный вид должен был усугублять состояние героя, место репетиции должно было напоминать ад. Изменение визуальной части потребовало пересмотра всей сцены. Так, пришлось переработать важный эпизод с пощёчиной. В первом варианте его снимали с одного ракурса, во втором — с двух.
Съёмки полнометражной картины прошли в сентябре 2013 года в Санта-Кларите (Калифорния), и один день группа провела в Нью-Йорке. Всего они заняли 19 дней. Спешка была обусловлена тем, что в ноябре заканчивался приём заявок на «Сандэнс 2014». Работать пришлось ударными темпами, по 18 часов в сутки. Шазелл подготовил раскадровки ко всем 150 эпизодам в картине, заранее продумывая каждый следующий день во всех деталях. Работе не помешало даже то, что Шазелл, повторяя судьбу Эндрю Нимана, попал в небольшую автомобильную аварию, после которой у него подозревали сотрясение мозга. Тем не менее на следующее утро после происшествия он появился на съёмочной площадке и был готов к работе. У создателей не было возможности делать много дублей, и практически все снятые сцены попали в окончательный монтаж.

Возможности допустить ошибку не было. Каждый день был как маршрут по натянутому канату между достижением особенного результата и полной катастрофой.
Оригинальный текст (англ.)There was no room for error. Every day was walking a tightrope between really getting something special and utter, crushing disaster.

Начинать режиссёр решил с «немузыкальных» сюжетных событий. Первой по времени снятой сценой стал совместный семейный ужин примерно в середине картины. Шазелл открыл для себя, что обыденная в фильмах, «не продвигающая сюжет» сцена семейного ужина довольно сложна для постановки. Поначалу он от неё даже хотел отказаться, но позже осознал её значение как связующего элемента между началом и концовкой. Сцена автомобильной катастрофы была следующей по порядку. После первой же попытки машина сильно пострадала от трюка, а ограниченный бюджет не позволял использовать другую. Шазелл, ещё раз просмотрев материал, решил ограничиться одним дублем. Обе первые сцены были сняты за один день каждая.
На музыкальные сцены ушло больше времени. Пришлось произвести некоторые изменения в сценарии. Эпизоды с пощёчиной и бросанием стула (в котором снимался дублёр) потребовал переосмысления и нескольких дублей и был снят иначе, чем в короткометражной версии. Одна из фраз Флетчера по сценарию: «Если ты намеренно фальшивишь в моём оркестре, я тебя распотрошу как свинью» («If you deliberately sabotage my band I will gut you like a pig»). Шазелл, решив, что в ней не хватает экспрессии, изменил её на «трахну как свинью» («fuck you like a pig»). Эмоциональная сцена финала сложилась достаточно легко и, по отзывам режиссёра, практически точно как, он её задумал в сценарии. Режиссёр обращал внимание, что концовка картины не совсем счастливая. Главный герой, если как следует всмотреться, обманут, подавлен и опустошён.

## Окончание работ и прокат
Монтаж 106-минутной картины, благодаря неоценимому вкладу Тома Кросса, был проведён в рекордно короткое время для индустрии — за один месяц. Картину закончили в срок. 16 января прошёл премьерный фестивальный показ в кинотеатре Eccles, который открывал программу фестиваля «Сандэнс». После фестивального показа и специального приза жюри Sony Pictures приобрела за 3 миллиона долларов права на дистрибуцию картины.
В широкий прокат картина вышла в октябре 2014 года. В США она вышла достаточно скромно — на 419 экранах — и собрала в открывающий уикэнд 4,1 миллиона долларов. Тем не менее она оказалась весьма успешной для дебютной ленты 29-летнего режиссёра, собрав $13 миллионов в США и Канаде и всего в мире около $49 миллионов. Сказались номинации на престижные кинопремии и слухи о возможности успеха картины в гонке за «Оскарами». Фильм считался наименее раскрученным, и среди прочих кандидатов на премию киноакадемии картина имела самые низкие сборы.
Успех картины открыл для Шазелла долгожданную возможность начать работу над следующим проектом «Ла-Ла Ленд». Summit Entertainment согласилась финансировать картину с бюджетом в $30 млн. В первоначальных планах режиссёр рассматривал на главные роли Майлза Теллера и Эмму Уотсон, но позже их пересмотрел. На одну из ведущих ролей в новой картине Шазелл взял Джонатана Симмонса.

## Достоверность
Игра на музыкальных инструментах, если того требует сюжет, — обычно проблемное место в картинах соответствующего жанра. Её сложно подменить спецэффектами или сымитировать при помощи дублёра. Поэтому режиссёры нередко приглашают играть в картинах настоящих музыкантов. Особенно это бросается в глаза при игре на гитаре и на ударных.
Эндрю Найман пытается брать пример с Бадди Рича, легендарного музыканта. Он был известен более всего точностью исполнения, скоростью и мощью, нежели узнаваемой манерой и качествами шоумена. Герой Майлза Теллера пытается играть в стиле джазовых барабанщиков и копирует характерную манеру Рича держать палочки, отличавшуюся от обычной для американских ударников: это было частью обучения, которое он прошёл до съёмок. Манера игры Бадди Рича заметна также и в игре на тарелках. Титульная композиция Whiplash выбрана создателем картины намеренно. Она действительно очень сложна для исполнения на ударных, так как имеет нестандартный размер 14/8 и постоянную смену темпа. В картине главный герой вынужден играть её с листа. В сцене первой репетиции привлекает внимание эпизод, когда, едва бросив взгляд на ноты, Эндрю приходит в ужас от сложности партитуры.
Питер Эрскин оценил уровень исполнения Теллера как удовлетворительный и неплохой для того, чтобы его показывать на большом экране. Попытка скопировать манеру исполнения джазовых барабанщиков оказалась не особенно удачной. Финальная композиция Эрскина не впечатлила: он отметил, что техника Теллера и его манера игры весьма посредственны, и если какой-нибудь участник джазового конкурса в Нью-Йорке играл бы на ударных как герой Теллера, то тень Джо Джонса бросила бы тарелку и в него. Джимми Макбрайд, профессиональный музыкант, оценил качество игры как достаточно достоверное.
Упоминаемая в фильме история о легендарном саксофонисте Чарли «Птахе» Паркере искажает реальные события. Главный герой рассказывает о том, что Джо Джонс, считающийся пионером современного стиля исполнения ударных в джазе, на одном из джемов остался крайне недоволен игрой молодого Паркера. Он якобы бросил ему в голову тарелку, после чего «Птаха» был вынужден пересмотреть свои взгляды на репетиции. В реальности Джо Джонс, действительно раздражённый игрой Паркера, в сердцах бросил тарелку на пол.
Определённую критику заслужила расовая составляющая картины. Традиционно большинство наиболее известных джазовых исполнителей — чернокожие. Между тем в картине центральное противостояние происходит между двумя белыми персонажами. Чернокожие музыканты составляют только фон для происходящего.

## Критика
Первый серьёзный опыт Шазелла на режиссёрском поприще произвёл большое впечатление на критиков. Было бы недоразумением называть картину «многообещающей» работой новичка, отметил Ричард Ройпер (Chicago Sun), это творение состоявшегося мастера. «Откуда новичок в режиссёрском кресле успел набрать такую уверенность в себе?» — спрашивает в своей рецензии Тай Барр (Boston Globe). Он отметил выверенный монтаж, иногда в унисон музыке, иногда, там, где это необходимо, — мимо её ритма. Энн Хорнадэй (WP) обратила внимание на хорошо продуманную структуру картины с двумя ключевыми сценами: первой репетицией и финальным концертом. Практически все издания отметили актёрскую игру и подбор исполнителей на главные роли. В центре сюжета — столкновение мастера и ученика. Один из центральных вопросов — чего стоит воспитание и становление гениального исполнителя. Рождается ли он через тяжёлый труд и жесточайшую конкуренцию или через любовь к музыке? Оба центральных исполнителя в точности знают, что они делают в каждой сцене, и компетентны для воплощения роли музыканта высокого класса. Впечатляющая актёрская игра центральных персонажей раскрывает драматическую составляющую в столкновении двух эго и двух полюсов. Образ, созданный Симмонсом, дополняет инфернальное настроение. В его исполнении он выглядит как почти потусторонний персонаж, похожий на вампира или восставшего из ада.
Тем не менее ведущие издания, отдав должное достоинствам дебютной картины, не спешили раздавать поздравления. Энтони Скотт (NY Times) заметил, что картина не гениальная, но она «слышала о том, что такое гениальность». Высоко оценив режиссуру и актёрскую игру, многие специалисты негативно отозвались о замысле картины, её моральном посыле. Самым спорным моментом в картине оказалось то, как создатель картины преподносит личность наставника оркестра, атмосферу, отношение самих музыкантов к происходящему. Критики даже прозвали картину «Full metal Juilliard». Сравнение с сержантом учебки из картины Кубрика оказалось не в пользу картины Шазелла. Ричард Броди остался недоволен атмосферой картины, отметив то, что в ней, в известном смысле, не осталось места для музыки. Сравнивая реальную карьеру Чарли Паркера и карьеру Эндрю Наймана, Теренс Флетчер настаивает на том, что музыкант должен непрерывно совершенствовать свою игру. Однако совершенствование не заключается в одной только виртуозной технике, скорости и попадании в такт. Герой картины своеобразно трактует амбициозность музыкантов. Чарли Паркер много работал над своим образованием, изучал теорию гармонии, брал уроки игры на фортепиано. Он пытался получить разностороннее образование, чего совершенно не заметно в картине. Суть джаза в сотрудничестве, а не в соперничестве. В этом смысле картина также не является джазовой и музыкальной.

## Музыка
Саундтрек фильма был выпущен 7 октября 2014 года звукозаписывающей компанией Varèse Sarabande. Он состоит из 24 треков, разделённых на три разные части: оригинальные джазовые произведения, написанные для фильма, оригинальные музыкальные части, написанные для фильма, и классические джазовые стандарты, принадлежащие Стэну Гетцу, Дюку Эллингтону и другим музыкантам.

### Список произведений
1. Snare Liftoff (I Want to Be One of the Greats) (0:43)
2. Overture — Хэнк Леви (3:19)
3. «Too Hip to Retire» — Тим Симонек (3:03)
4. «Whiplash» — Хэнк Леви (1:55)
5. «Fletcher’s Song in Club» — Джастин Гурвиц (1:28)
6. «Caravan» — Дюк Эллингтон и Хуан Тизол (9:14)
7. «What’s Your Name» (If You Want the Part, Earn It) (1:30)
8. «Practicing» — Джастин Гурвиц (1:43)
9. «Invited» — Джастин Гурвиц (0:54)
10. «Call from Dad» — Джастин Гурвиц (0:40)
11. «Accident» — Джастин Гурвиц (5:21)
12. «Hug from Dad» — Джастин Гурвиц (1:19)
13. «Drum & Drone» — Джастин Гурвиц (1:34)
14. «Carnegie» — Джастин Гурвиц (:36)
15. «Ryan / Breakup» — Джастин Гурвиц (:31)
16. «Drum Battle» — Джастин Гурвиц (2:21)
17. «Dismissed» — Джастин Гурвиц (2:51)
18. «Good Job» (He Was a Beautiful Player) (1:28)
19. «Intoit» — Стэн Гетц (3:19)
20. «No Two Words» — Николас Брителл, Джастин Гурвиц (1:41)
21. «When I Wake» — Джастин Гурвиц (3:50)
22. «Casey’s Song» — Джастин Гурвиц (1:57)
23. «Upswingin'» — Тим Симонек (2:12)
24. «Rehearsal Medley» — First Nassau Band Rehearsal / Second Nassau Band Rehearsal / Studio Band Eavesdrop / Studio Band Rehearsal After Breakup (1:34)

### Награды и номинации
| Премия                                 | Категория                                          | Лауреат                                                      | Результат |
| -------------------------------------- | -------------------------------------------------- | ------------------------------------------------------------ | --------- |
| Сандэнс                                | Большой приз жюри (драма)                          | Дэмиен Шазелл                                                | Победа    |
| Сандэнс                                | Приз зрительских симпатий (драма)                  | Дэмиен Шазелл                                                | Победа    |
| Каннский кинофестиваль                 | Queer Palm                                         | Дэмиен Шазелл                                                | Номинация |
| Вальядолидский кинофестиваль           | «Золотой колос»                                    | Дэмиен Шазелл                                                | Номинация |
| Вальядолидский кинофестиваль           | Приз имени Пилар Миро за лучший режиссёрский дебют | Дэмиен Шазелл                                                | Победа    |
| Стокгольмский кинофестиваль            | «Бронзовая лошадь» за лучший фильм                 | Дэмиен Шазелл                                                | Номинация |
| Оскар                                  | Лучший фильм                                       | Джейсон Блум, Хелен Эстабрук, Дэвид Ланкастер                | Номинация |
| Оскар                                  | Лучшая мужская роль второго плана                  | Дж. К. Симмонс                                               | Победа    |
| Оскар                                  | Лучший адаптированный сценарий                     | Дэмиен Шазелл                                                | Номинация |
| Оскар                                  | Лучший монтаж                                      | Том Кросс                                                    | Победа    |
| Оскар                                  | Лучший звук                                        | Томас Кёрли, Бен Уилкинс, Крэйг Манн                         | Победа    |
| BAFTA                                  | Лучшая режиссура                                   | Дэмиен Шазелл                                                | Номинация |
| BAFTA                                  | Лучшая мужская роль второго плана                  | Дж. К. Симмонс                                               | Победа    |
| BAFTA                                  | Лучший оригинальный сценарий                       | Дэмиен Шазелл                                                | Номинация |
| BAFTA                                  | Лучший монтаж                                      | Том Кросс                                                    | Победа    |
| BAFTA                                  | Лучший звук                                        | Томас Кёрли, Бен Уилкинс, Крэйг Манн                         | Победа    |
| Золотой глобус                         | Лучшая мужская роль второго плана                  | Дж. К. Симмонс                                               | Победа    |
| Премия Гильдии киноактёров США         | Лучшая мужская роль второго плана                  | Дж. К. Симмонс                                               | Победа    |
| Сатурн                                 | Лучший независимый фильм                           |                                                              | Победа    |
| Сатурн                                 | Лучшая мужская роль второго плана                  | Дж. К. Симмонс                                               | Номинация |
| Сатурн                                 | Лучший сценарий                                    | Дэмиен Шазелл                                                | Номинация |
| Независимый дух                        | Лучший фильм                                       | Джейсон Блум, Хелен Эстабрук, Дэвид Ланкастер, Мишель Литвак | Номинация |
| Независимый дух                        | Лучший режиссёр                                    | Дэмиен Шазелл                                                | Номинация |
| Независимый дух                        | Лучшая мужская роль второго плана                  | Дж. К. Симмонс                                               | Победа    |
| Независимый дух                        | Лучший монтаж                                      | Том Кросс                                                    | Победа    |
| Премия Лондонского кружка кинокритиков | Лучший фильм                                       |                                                              | Номинация |
| Премия Лондонского кружка кинокритиков | Лучшая мужская роль второго плана                  | Дж. К. Симмонс                                               | Победа    |
| Премия Лондонского кружка кинокритиков | Лучший сценарий                                    | Дэмиен Шазелл                                                | Номинация |
| Премия Лондонского кружка кинокритиков | Лучшее техническое достижение                      | Том Кросс (за монтаж)                                        | Номинация |
| Аманда                                 | Лучший зарубежный фильм                            | Дэмиен Шазелл                                                | Номинация |
| Премия Гильдии сценаристов США         | Лучший оригинальный сценарий                       | Дэмиен Шазелл                                                | Номинация |

## Комментарии
1. ↑  Обыгрывается название фильма Стэнли Кубрика «Full Metal Jacket» «Цельнометаллическая оболочка» о жестокой муштре в армии США и Джульярдская школа — одно из крупнейших и наиболее престижных в США музыкальных учебных заведений.